# Perczel-kúria (Gomba)
A Puky-Perczel kúriának is nevezett Perczel-kúria Gomba községben, a Bajcsy-Zsilinszky Endre u. 3. alatt álló műemlék udvarház (hrsz: 623/2). Műemlékvédelmi törzsszáma: 7029.

## Története
A 18. század végén építtette Fáy Ferenc Kata leánya és bizáki Puky András számára nászajándékul. Pukyéknál gyakran vendégeskedett Katona József, aki a Bánk bán egyes jeleneteit is Gombán írta meg. A Puky család kihaltával 1890-től Szentiványi Farkas, 1910-től Csonka András, 1925-től bonyhádi Perczel László élt itt családjával.
Az eredetileg U alaprajzú épület két szárnyát 1940 körül elbontották.
2000-ig a községi tanács központi konyhája és étkezdéje üzemelt benne, ekkor az önkormányzat eladta. Az új tulajdonos felújíttatta az épületet. Kertjének megújításakor annak domborzatát és stílusát átalakították.

## Az épület
A klasszicizáló stílusú, szabadon álló, jelenleg téglalap alaprajzú földszintes kúriát többször átépítették. 
Főhomlokzata 2+3+2 tengelyes. A bejárat előtti portikusz háromszögű timpanonos oromzatát négy, kockatalapzaton álló, kihasasodó, sima törzsű oszlop tartja. Az oszlopok fejezete dór jellegű; fölöttük magas gerendázat és háromszögű oromzat. Az egyenesen záródó ajtó két oldalán egy-egy félköríves, dísztelen ablak nyílik, a széleken a falat pilaszter díszíti. A portikusztól jobbra és balra a homlokzaton két-két egyenesen záródó ablak nyílik keskeny falmélyedésben. 
Mivel domboldalon áll, a hátsó homlokzata magasabb, emeletes. Ennek középen rizalit ugrik ki, kétoldalt fent két-két egyenesen záródó, a földszinten öt fektetett ablaka van. Oldalfalai kéttengelyesek, a bal oldalin pinceajtó nyílik.
Belső, dongaboltozatos folyosójából több boltfiókos helyiség nyílik, középen lépcsőfeljárat vezet a lakáshoz. A portikuszhoz csatlakozó kis előcsarnokból a sík mennyezetes helyiségek nyílnak; ezek közül a középsőben két 19. századi falba épített szekrény látható barna ajtószárnnyal és intarziás oromzattal. 
Katona József emlékét egy márvány asztal őrizte a kúria kertjében; előtte az író mellszobra állt. A 2. világháború után a szobornak és az asztalnak is nyoma veszett.

## Jelenlegi használata
Családi ház.